# Cihelna

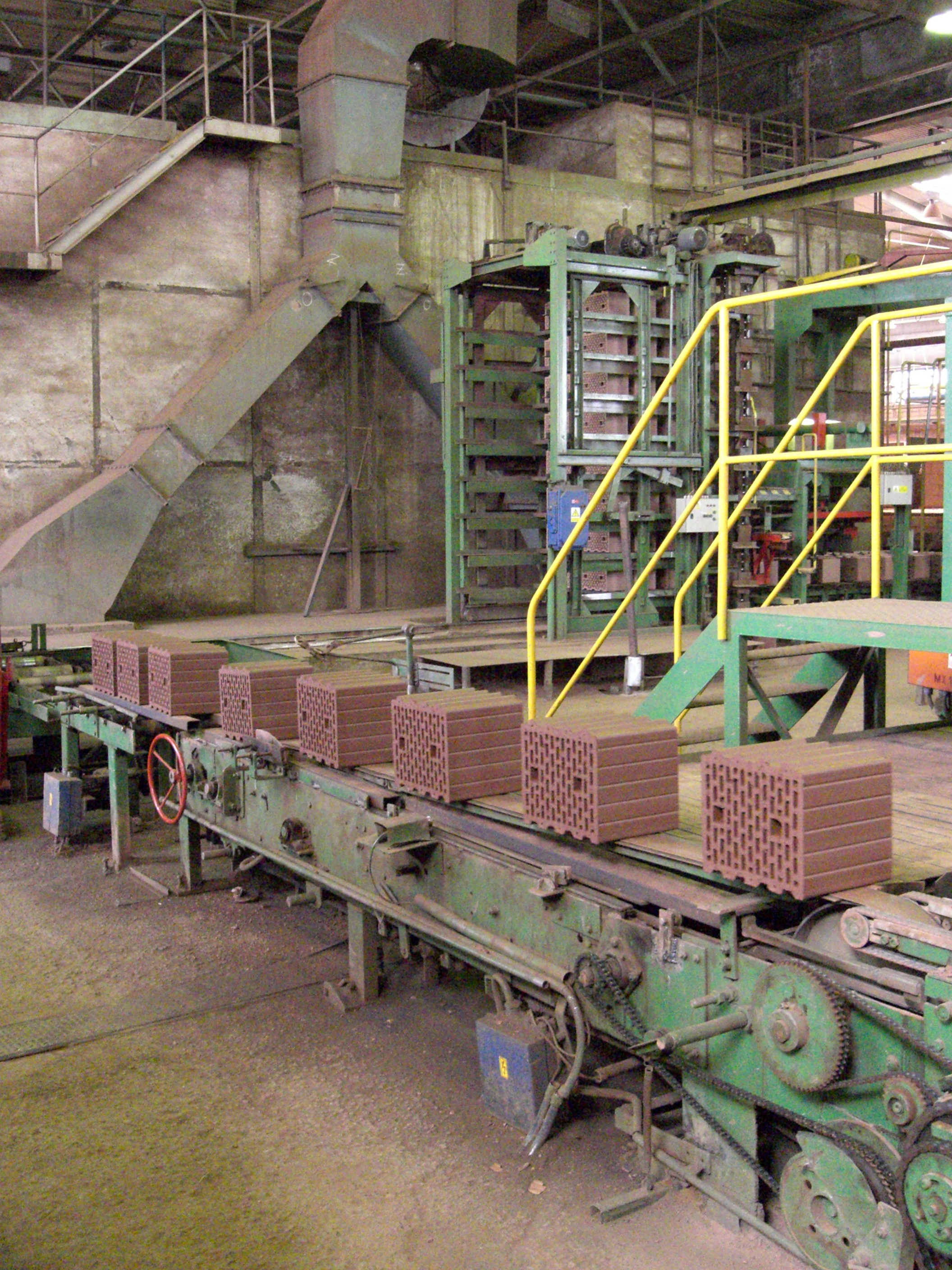
V této části výroby je hmota řezána na požadovaný tvar cihly, kdy je následně podrobována kontrole kvality a na pásovém dopravníku přesunována k naložení do sušárny

Cihelna je místo, kde se vyrábějí, vypalují a skladují cihly k následné expedici.

## Výrobní postup
Výrobní postup se skládá z několika částí, který lze rozdělit na získávání suroviny v podobě cihlářské hlíny až po expedici ke koncovému zákazníkovi.
Výroba cihly začíná na místě, kde se vytěžená hlína dostává na pásový dopravník, který ji přivádí do první části výrobního závodu, ve kterém je hornina drcena a smíchávána s vodou, čímž se vytváří hmota, která je vhodná k vytvarování do požadovaného tvaru. Po odstranění velkých částí ze suroviny je transportována k lisu, který ji upravuje do požadovaného tvaru.
Na výstupu z lisu přes speciální formu je budoucí cihla vytvarována a pokračuje přes dopravník k místu, kde je nařezána na požadovanou velikost a kde dochází k nejdůležitější části kontroly kvality cihly, jelikož zde je možno ještě odhalit špatně vytvořenou cihlu, odstranit jí před vypálením - materiál znovu použít a tím pádem se vyhnout finanční ztrátě.
Následně je cihla dopravena na místo, kde se naloží na stojan, který bude po dobu 1 až 2 dnů umístěn v sušárně, kde bude za teplot okolo 150 °C vysušena. V dřívějších dobách se využívaly přírodní sušárny na pláních a Kellerovy sušárny, které měly řešeno zavážení a vyvážení pomocí vozíků - tzv. Kellerův systém. K sušení se využívalo větru, proto osa komor byla situována ve směru převládajících větrů.
Po vysušení následuje vypalování cihel při teplotě přibližně 1000 °C po dobu několika hodin. Potom se cihly ponechají vychladnout a pak jsou teprve připraveny pro balení a expedici.
Po vychladnutí jsou cihly vysunuty a automatickým provozem překládány z podstavce na palety a následuje jejich omotání fólií a expedice do skladovacího místa mimo výrobní objekt. Posledním krokem je naložení zboží pomocí vysokozdvižného vozíku na kamion a následná expedice.

## Galerie

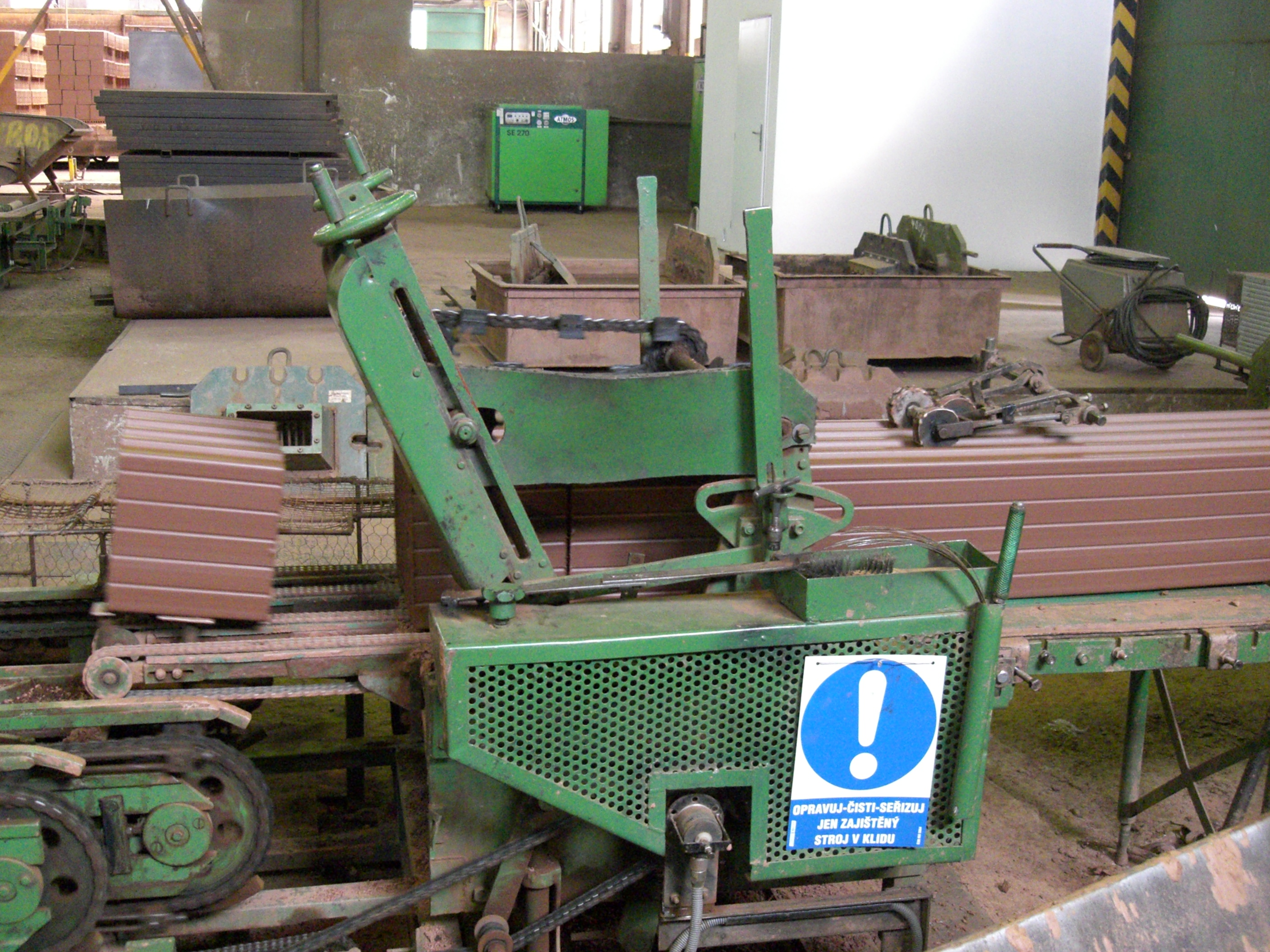
Řezání hmoty na cihly před vypálením
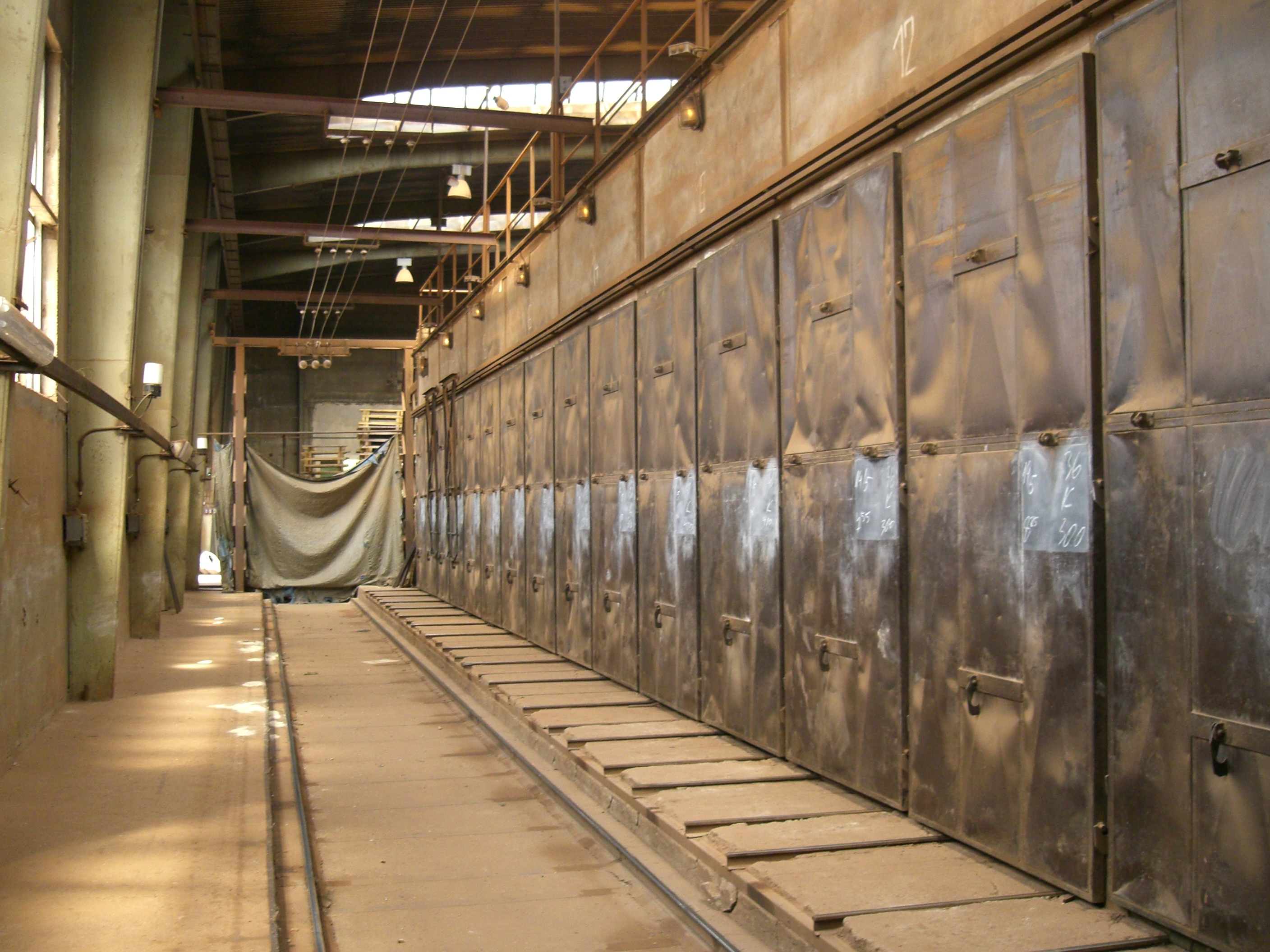
Vysoušecí pece
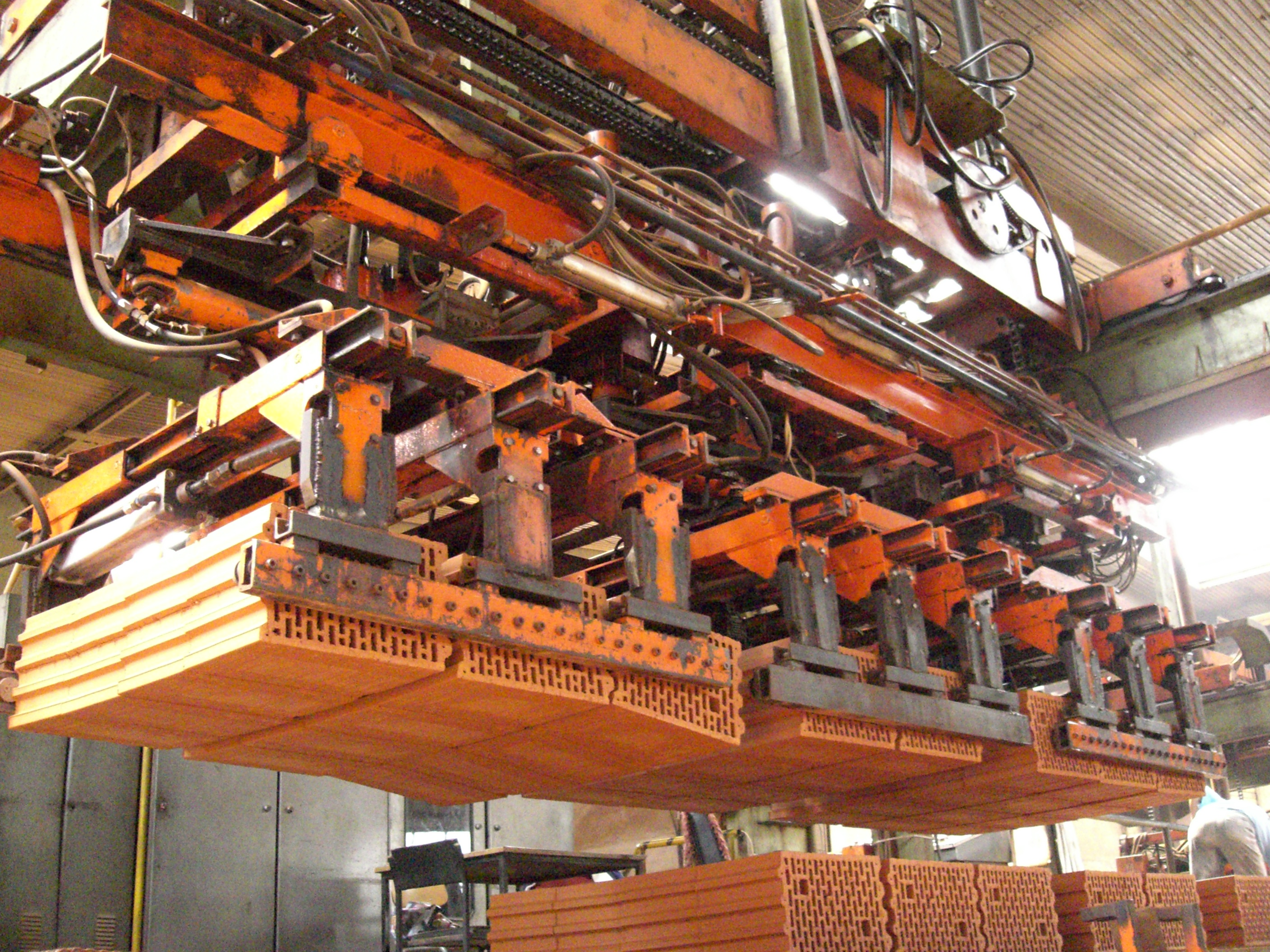
Automatické překládání cihel
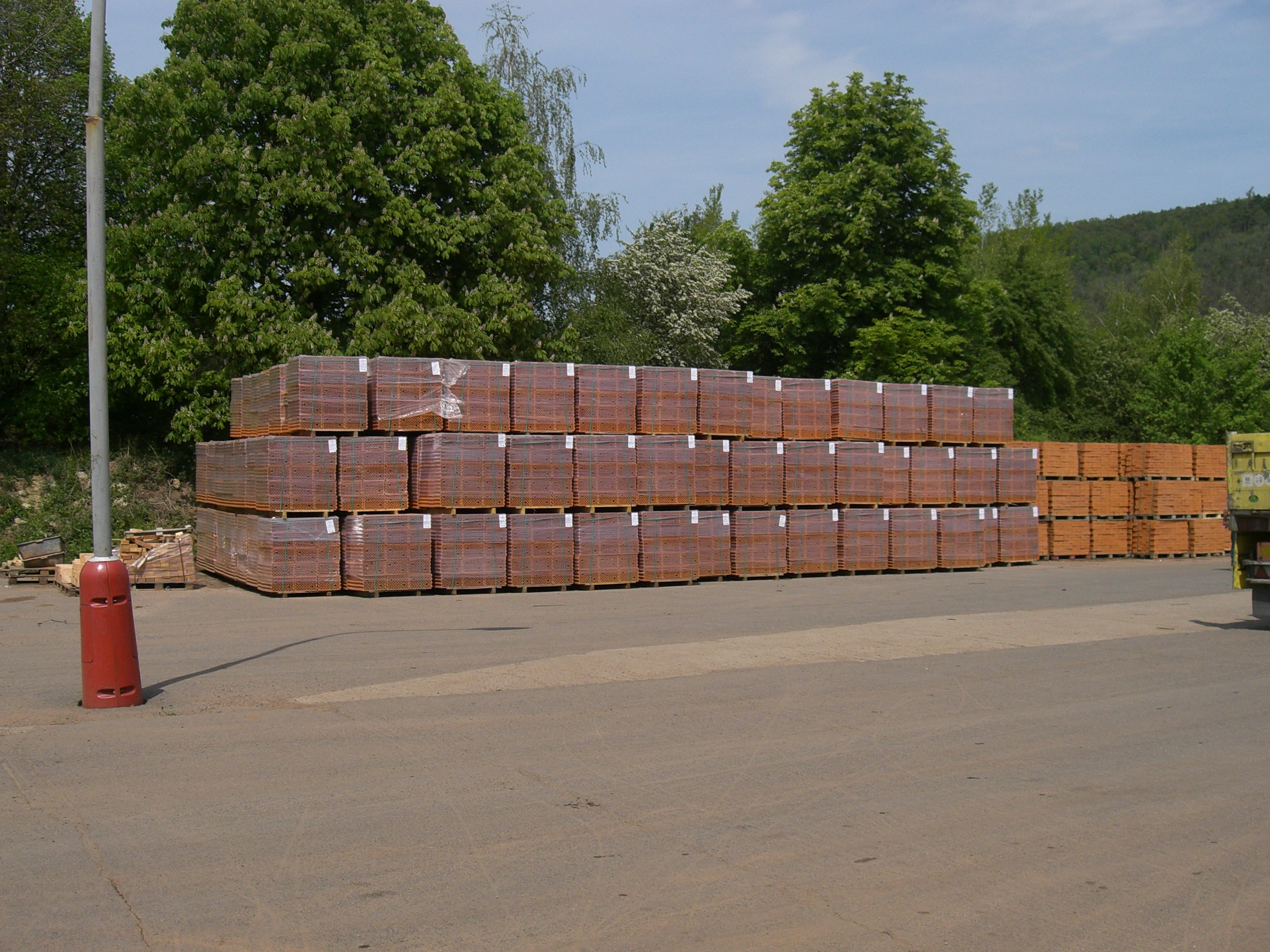
Cihly připravené na transport